# François de Madot
François de Madot (né à Guéret le 13 juillet 1671, mort à Chalon-sur-Saône le 7 octobre 1753) est un ecclésiastique qui fut successivement évêque de Belley de 1677 à 1711 puis évêque de Chalon de 1711 à sa mort en 1753.

## Biographie
François de Madot est le fils du premier président au Présidial de Guéret où il naît. Il commence ses études chez les jésuites de Limoges puis auprès des sulpiciens de Paris.[réf. nécessaire]
Devenu prêtre en 1696, il exerce son ministère dans la vaste paroisse de l'église Saint-Sulpice de Paris. Il est pourvu le 15 avril 1702 de l'abbaye Notre-Dame de Loroy dans le diocèse de Bourges et de l'abbaye de Beaulieu dans le diocèse de Boulogne puis devient chanoine de la collégiale de Saint-Quentin dans le diocèse de Noyon le 2 août suivant. Il assiste dans ses derniers mois et prépare à la mort Charles, comte d'Aubigné († 1703), le frère de Madame de Maintenon avec qui il entretient une correspondance. 
En 1705, il est nommé évêque de Belley, confirmé le 7 septembre et consacré en octobre suivant par le cardinal de Louis-Antoine de Noailles, archevêque de Paris. Il prend possession de son diocèse le 8 février 1706
Il est transféré à Chalon en décembre 1711 et confirmé le 16 mars 1712. « Évêque et comte de Chalon », il est délégué de la province ecclésiastique de Lyon aux Assemblées du clergé de 1715 et 1734. Il reçoit en commende en novembre 1730 l'abbaye Notre-Dame de L'Absie dans le diocèse de La Rochelle. Dans la querelle de la bulle Unigenitus qui agite le clergé de France, « il reste fidèle aux  leçons de ses éducateurs jésuites et sulpiciens », ce qui signifie qu'il demeure éloigné du parti des appelants. Il meurt à Chalon en 1753.